# Pin rouge du Japon
Ne doit pas être confondu avec Pin rouge.
Pinus densiflora
Espèce
Statut de conservation UICN

 LC  : Préoccupation mineure
Le pin rouge du Japon ou pin parasol du Japon (Pinus densiflora) est un arbre appartenant à la famille des Pinacées et au genre Pinus. Il est originaire du nord-est de la Chine, de Corée, du Japon et de Russie (sud du Primorié).
Son nom japonais est アカマツ (赤松) : aka-matsu, littéralement : pin rouge.
Il est l'arbre symbole des préfectures japonaises d'Iwate, Okayama et Yamaguchi.

## Description
C'est un arbre à feuilles persistantes qui fait généralement une hauteur de 15 m, mais peut atteindre 35 m. Son habitat est très varié, on le trouve au niveau de la mer et en montagne. Son port est aussi variable selon les variétés naturelles, érigé ou étalé. C'est une espèce proche de Pinus sylvestris.
Son écorce est brun-rouge, et devient gris-rouge au fil du temps. Elle se craquelle en plaques irrégulières.
Ses feuilles ont la forme d'aiguilles de couleur vert vif, groupées par deux, et font 10 cm de long en moyenne.
Les fleurs mâles sont jaune-brun, et les femelles sont rouges en groupes séparés sur les jeunes rameaux. La floraison commence à la fin du printemps.
Ses fruits sont des cônes brun pâle de 5 cm de long et qui mettent 2 ans à mûrir.

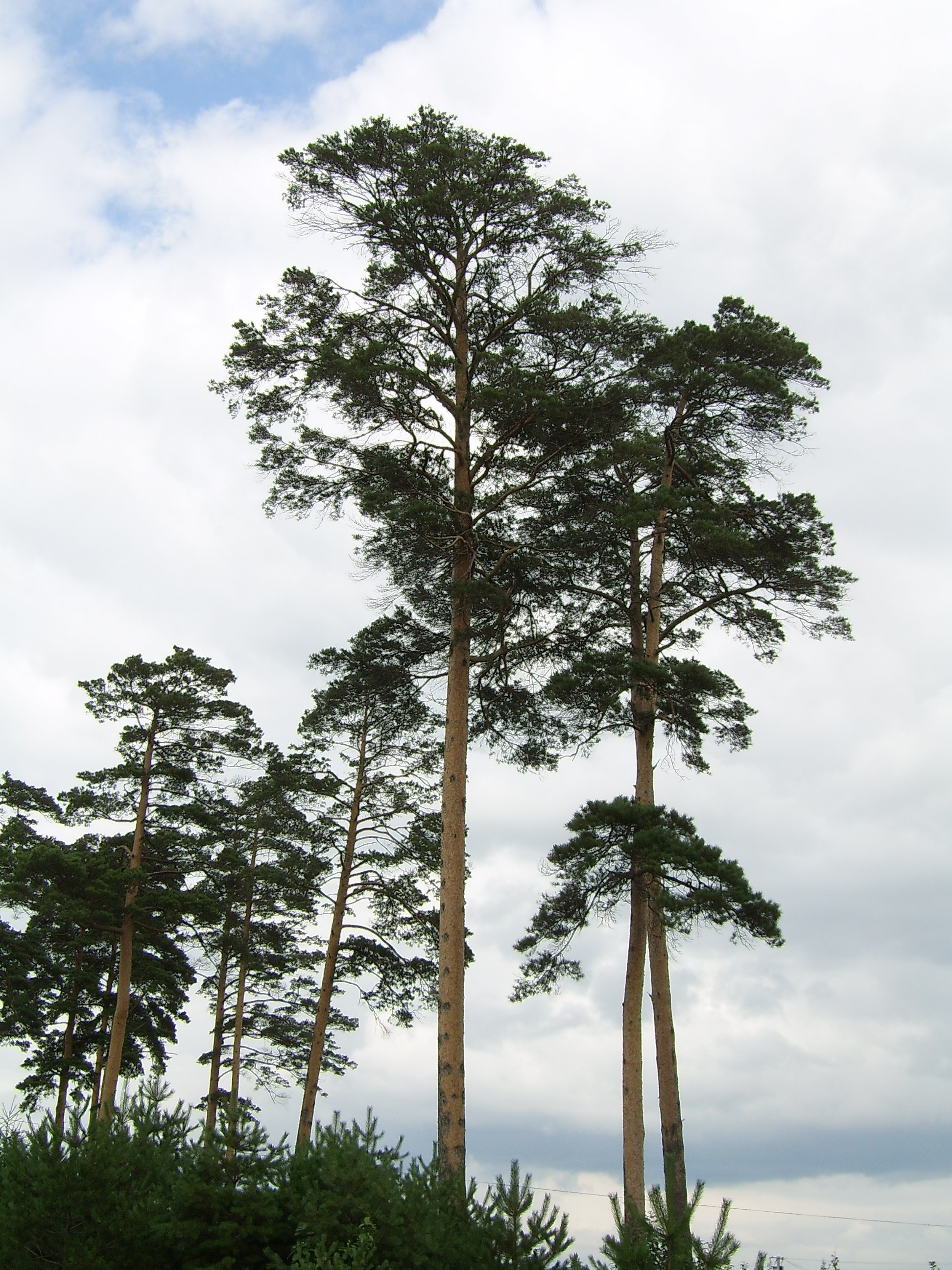
Sujets forestiers en Chine.
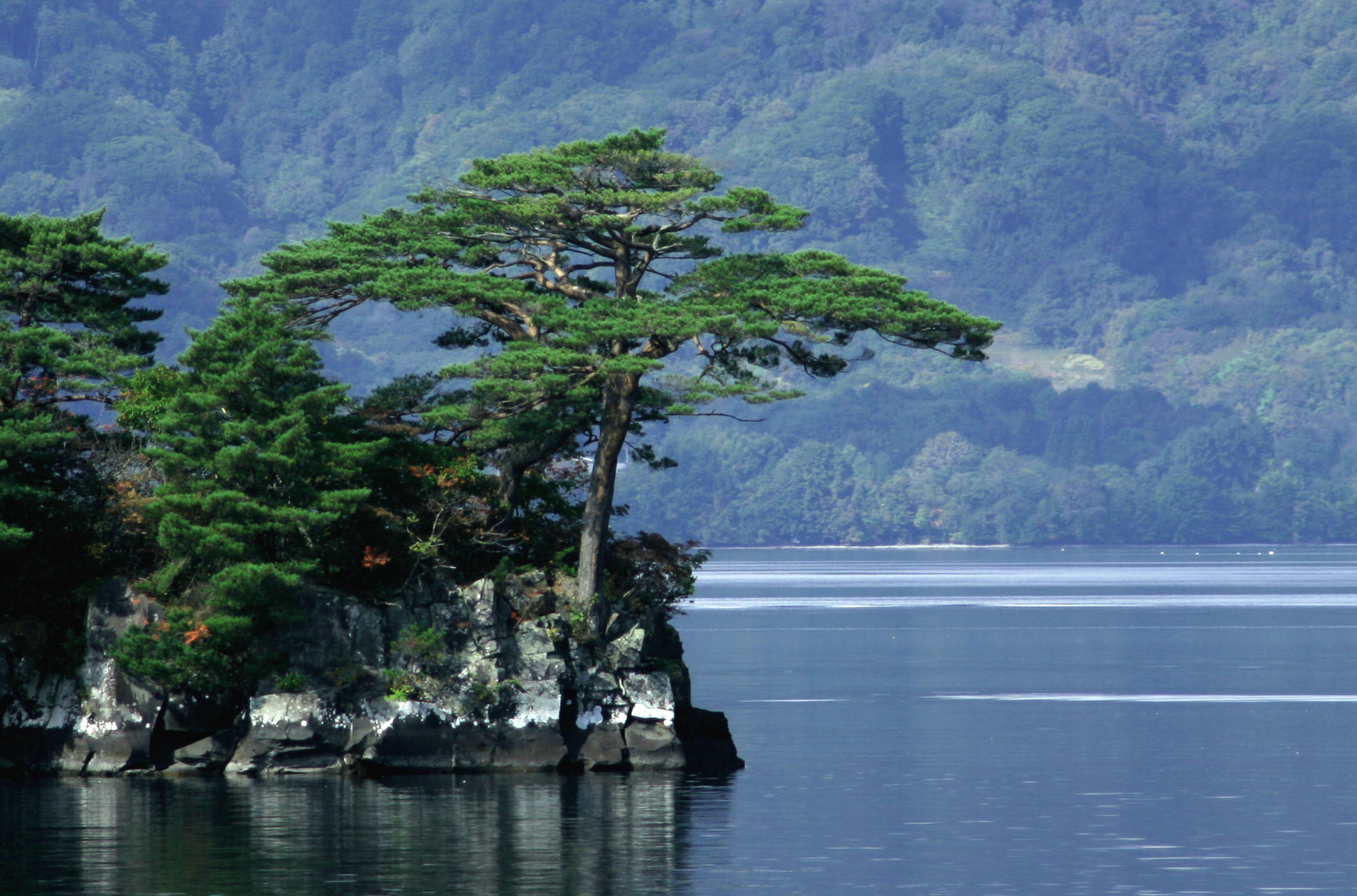
Sujet sauvage au port étalé au Japon.
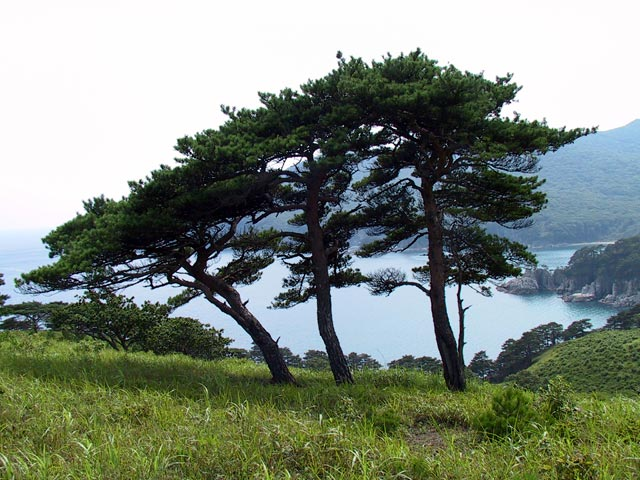
Sujets sauvages en Primorié, Russie.
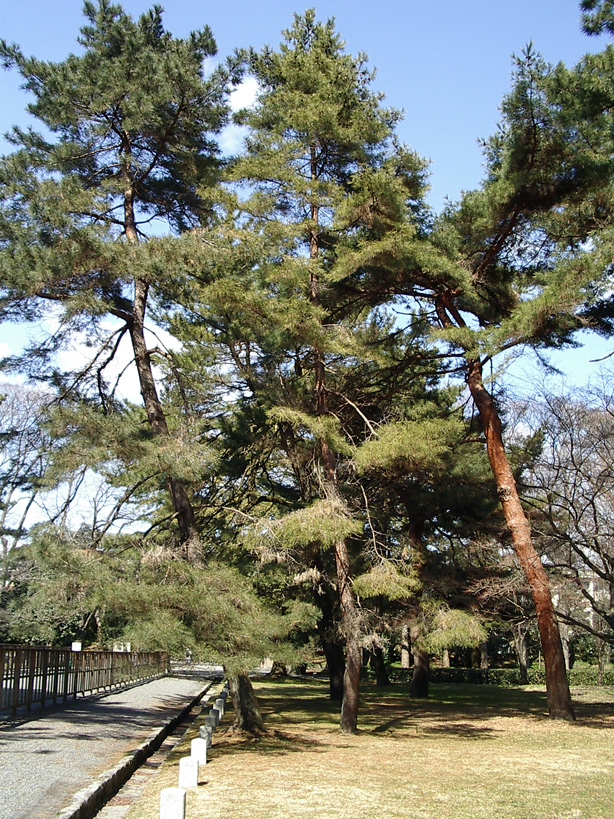
Plantation ornementale au Japon.

### Sources
- Allen J. Coombes, Arbres, Éd. Larousse, 2005,  (ISBN 2035604028).